# Jessica Breland
Jessica Breland (nascida em 23 de fevereiro de 1988) é uma jogadora norte-americana de basquete. Joga atualmente no Chicago Sky, equipe da WNBA. Ela entrou na liga através do draft de 2011.